# Kambodja i olympiska sommarspelen 2020
Kambodja deltog med en trupp på sex idrottare vid de olympiska sommarspelen 2020 i Tokyo som hölls mellan den 23 juli och 8 augusti 2021 efter att ha blivit framflyttad ett år på grund av coronaviruspandemin. Det var 10:e sommar-OS som Kambodja deltog vid. Ingen av landets deltagare erövrade någon medalj.

## Friidrott
Förkortningar
- Notera– Placeringar avser endast det specifika heatet.
- Q = Tog sig vidare till nästa omgång
- q = Tog sig vidare till nästa omgång som den snabbaste förloraren eller, i teknikgrenarna, genom placering utan att nå kvalgränsen
- i.u. = Omgången fanns inte i grenen
- Bye = Idrottaren behövde inte tävla i omgången

Gång- och löpgrenar
| Idrottare  | Gren            | Heat  | Heat      | Kvartsfinal      | Kvartsfinal      | Semifinal        | Semifinal        | Final            | Final            |
| Idrottare  | Gren            | Tid   | Placering | Tid              | Placering        | Tid              | Placering        | Tid              | Placering        |
| ---------- | --------------- | ----- | --------- | ---------------- | ---------------- | ---------------- | ---------------- | ---------------- | ---------------- |
| Pen Sokong | Herrarnas 100 m | 11,02 | 6         | Gick inte vidare | Gick inte vidare | Gick inte vidare | Gick inte vidare | Gick inte vidare | Gick inte vidare |

## Simning
| Idrottare            | Gren                  | Heat  | Heat      | Semifinal        | Semifinal        | Final            | Final            |
| Idrottare            | Gren                  | Tid   | Placering | Tid              | Placering        | Tid              | Placering        |
| -------------------- | --------------------- | ----- | --------- | ---------------- | ---------------- | ---------------- | ---------------- |
| Puch Hem             | Herrarnas 50 m frisim | 24,91 | 52        | Gick inte vidare | Gick inte vidare | Gick inte vidare | Gick inte vidare |
| Bunpichmorakat Kheun | Damernas 50 m frisim  | 29,42 | 65        | Gick inte vidare | Gick inte vidare | Gick inte vidare | Gick inte vidare |